# Lucicutia longispina
Lucicutia longispina is een eenoogkreeftjessoort uit de familie van de Lucicutiidae. De wetenschappelijke naam van de soort is voor het eerst geldig gepubliceerd in 1963 door Tanaka.